# Castello di Castellano
Il castello di Castellano è la rocca situata nella omonima frazione Castellano del comune di Villa Lagarina in provincia di Trento. È posto a 789 m s.l.m. e dotato di una suggestiva vista sulla val Lagarina e su Rovereto.

## Storia

### Origine
Il castello di Castellano è documentato dalla fine del XII secolo e sede di gastaldia vescovile, sotto il governo di Gerardo, signore di Castellano. L'origine del castello è molto remota. La torre è datata dell'XI secolo.

### Le Signorie che dominarono il castello
- I Da Beseno dal 1162 al 1234.
- I Castelnuovo dal 1234 al 1266.
- I Castelbarco dal 1266, con Guglielmo da Castelbarco, al 1456.
- I Lodron, che lo presero con la forza nel 1456 e lo vendettero nel 1924.

### Dalla conquista dei Lodron all'abbandono
Nel febbraio del 1456 i due fratelli Giorgio e Pietro, sobillati da Giorgio Hack, vescovo di Trento, con un colpo di mano si impadroniscono dei 4 castelli di Giovanni Castelbarco: il Castelnuovo di Noarna, di Castellano, di Castel Corno ed il castello di Nomi. Come da accordi con il vescovo di Trento, i due fratelli Lodron, già proprietari di alcuni castelli aviti nelle Giudicarie, si tengono i due feudi di Castelnuovo e di Castellano di cui sono investiti nell'aprile 1456 nel castello del Buonconsiglio e consegnano al vescovo i due feudi di Castelcorno e di Nomi. Successivamente i due feudi lagarini assieme a Castel Romano nelle Giudicarie sono di proprietà del solo Pietro Lodron e poi dei suoi discendenti.
I discendenti di Pietro portarono avanti la linea Lodron di Castel Romano nelle Giudicarie, loro terra d'origine, e fecero nascere la linea lagarina dei Lodron successivamente divisa in Lodron di Castelnuovo e Lodron di Castellano. Nel 1615 morì don Antonio Lodron ultimo dei Lodron detti di Castellano, nel possesso del feudo di Castellano subentrò Nicolò Lodron di Castelnuovo (Noarna), questi e ancor più il suo famoso figlio Paride fecero molti lavori al castello di Castellano a loro è attribuito parte del ciclo di affreschi della "Sala Granda" ed altre pitture, il portale seicentesco verso la piazza del Barc ed il tetto in rame su palazzo e mastio (unico castello in zona) sostituiti poi nel corso dell'800.
Il prof. C. Adami che più volte visitò l'antico maniero scrisse nel 1928: "Perdoniamo Nicolò Lodron (1549+1621) e ancor di più il suo illustre figliolo Paride (1586 +1653) arcivescovo di Salisburgo di aver deturpato il castello di Castellano coprendo con nuovi affreschi altri molto vecchi e di più pregevole fattura perché ci hanno lasciato la bellissima chiesa di villa Lagarina uno dei più bei esempi di Barocco in Trentino".
Tra i visitatori di fine '800 e primi '900 che poterono vedere il castello prima della sua distruzione, vi fu chi attribuì il palazzo al medioevo e precedente al possesso Lodron, cioè al 1456. A questi ultimi attribuirono il caseggiato a tre piani (ora totalmente scomparso) addossato al lato meridionale del palazzo. Sempre i visitatori di cent'anni fa consideravano il vero ingresso al castello un locale al primo piano a cui si accedeva dal broglio del castello dopo aver superate 3 ordini di porte oltre a quella detta "dei Paneti". Con l'attuale accesso dalla piazza del Barc superato il portone si accedeva ad un cortile e da questo si poteva entrare nel palazzo al secondo piano e per mezzo di una scala parte in pietra, parte in legno, al terzo piano. Entrambi i passaggi, tuttora esistenti, sono ricavati nello spessore della muraglia del palazzo e sono di modeste dimensioni, non adatti ad essere un vero ingresso. Il castello fu utilizzato per un periodo dalle truppe dell'Imperiale e regio Esercito austro-ungarico; infatti presso il castello esisteva una funivia militare per il trasporto di armi e munizioni dal fondo valle.
Parzialmente lesionato durante la grande guerra dagli spostamenti d'aria provocato dai cannoni utilizzati nel fondo valle, specie dai grossi obici da 420 mm ed anche colpito da una granata sparata dal Monte Zugna, fu successivamente spogliato di quanto rimaneva all'interno, furono asportati perfino i caminetti e poi, nel 1924, messo all'asta assieme alle altre adiacenti proprietà Lodron: la  casa delle Decime ed il  Camp Grant (su parte di esso ora si trova l'anfiteatro). Il castello con il vasto broglio dentro le mura e bosco sottostante lo acquistò la famiglia Miorandi una famiglia contadina del luogo per 12.300 lire. La  casa delle Decime fu venduta per 24.000 lire ed el Camp Grant per 40.000 lire.

### I crolli, la rovina e lo stato attuale

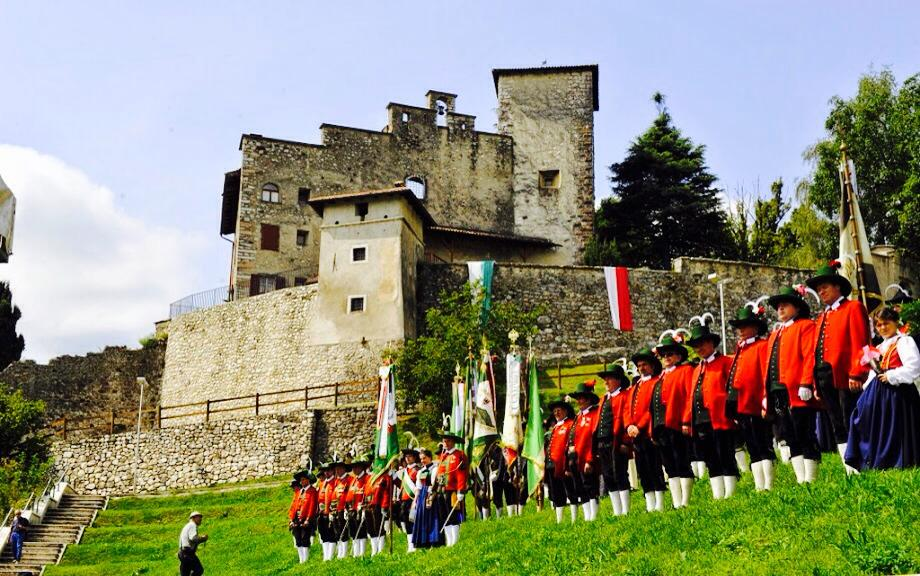
Schützenkompanie Castelam, presso il castello

I crolli del '900 distrussero per intero la parte abitativa del maniero e misero in risalto come la torre fosse una delle parti vecchie del castello a cui successivamente venne addossato il palazzo.
Nella notte di Capodanno tra il 1931/32 un disastroso incendio distrusse ciò che restava del maniero.
Nel 1944 dopo un temporale crollò un alto muro del vecchio castello, muro fin allora rimasto in piedi solitario e superstite testimone del castello che fu. Si racconta abbiano contribuito le vibrazioni dei bombardieri alleati che colpivano quasi giornalmente la ferrovia del Brennero.
Nel 1953 il castello venne parzialmente ricostruito utilizzando il perimetro della sola  Sala Granda. Nonostante il castello ora sia assai ridimensionato, conserva ancora le tracce dell'antica grandezza: la lunga cinta muraria che termina alla cosiddetta "torre di guardia" è ancora intatta e visibile.

## L'edificio

### La struttura

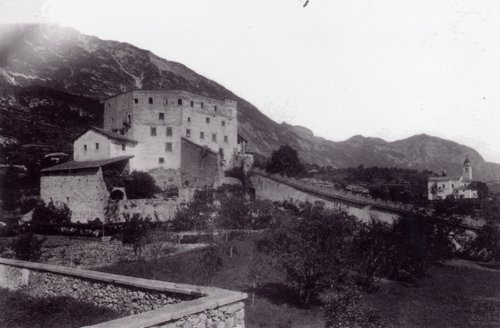
L'antico maniero di Castellano prima dei crolli (circa 1910)

Il mastio è romanico ha i cantonali in pietra bugnata ed è ora, in altezza, circa la metà della vecchia torre. Il mastio fu costruito sulla cima dello sperone di roccia su cui nacque il castello, la base della torre è in corrispondenza del 3º piano del vecchio palazzo. Verso l'esterno è evidente lo sperone di roccia su cui giace, all'opposto, verso l'interno del vecchio palazzo (ora giardino), la torre poggia su un più grande zoccolo in muratura che ingombrava in piccola parte il secondo piano del palazzo. Da qui la leggenda che dentro questo "ingombro" vi fosse una camera del tesoro protetta da congegni pronti a far scoppiare terribili mortaretti nel caso qualcuno vi fosse penetrato. L'esser costruita così in alto consentiva alla torre, allora molto elevata, di sovrastare di parecchio il vecchio palazzo.
Il muro addossato al mastio con il campanile a vela ed alcuni superstiti merli è quanto rimane di uno dei lati dell'antico palazzo che sviluppandosi con 5 lati irregolari andava ancora ad addossarsi al mastio (così inserito nello spigolo nord del palazzo) formando una grande costruzione a sezione pentagonale di quattro piani più cantina ed ampio solaio, il palazzo racchiudeva un piccolo cortile interno e numerava più di 35 stanze tra le quali un mulino mosso a forza animale, un granaio, la sala d'ingresso con nel centro il pozzo da cui si pescava l'acqua dalla sottostante cisterna raccogliente l'acqua piovana del tetto. Per la raccolta delle acque e per motivi difensivi le cinque falde del tetto del palazzo erano rivolte verso l'interno, il perimetro esterno del caseggiato si presentava così con un alto muro di ben più di 20 metri nei 3 lati a meridione. Dall'esterno il castello poteva assomigliare ad un vaso o "mastela" (il palazzo) con sul perimetro un lungo manico (la torre) da qui il nomignolo di  Castel Bazzom dato nel passato al castello di Castellano. "El Bazzom" è un recipiente usato nella lavorazione del vino, è fatto da doghe in legno con una più lunga a fungere da manico.
Il terzo e quarto piano, del palazzo, erano detti i  piani nobili e le loro stanze erano in gran parte affrescate. Al solo terzo piano oltre ad altre stanze vi era la  Sala Granda, la  Stua Granda la Loggia con la trifora che dava sul cortile interno e la cappella di San Giuseppe. Quest'ultima, molto piccola, era separata dalla Loggia da un cancello in noce intagliato con sopra un vetusto affresco rappresentante l'Annunciazione, all'interno pochi banchi, un altare ligneo con sopra una pala di San Giuseppe di antica data. 
Per farsi un'idea l'attuale abitazione è ricostruita utilizzando il perimetro della solo Sala Granda ed è molto più bassa del vecchio palazzo.
Palazzo e mastio erano lo spigolo nord di una piccola cortina di mura racchiudente un piccolo dosso di roccia sporgente dal terreno. Da questo nucleo partiva un'altra cerchia di mura che sviluppandosi su due direttrici verso il sottostante dirupo andava a chiudere un più ampio spazio di terreno, poco più di un ettaro, sul quale ora si trova il cimitero del paese. Queste due cerchie di mura sono in gran parte ancora esistenti. Verso nord, o verso il paese, palazzo e mastio sono separate da un'altra cortina di mura a semicerchio con nel mezzo il portale seicentesco. Quest'ultimo congiunto attraverso una rampa di accesso (un tempo con ponte levatoio) alla  piazza del Barc e paese. Sempre in questa cortina v'è una torre di controllo alla rampa d'accesso con nella parte sommitale la vecchia colombaia. Queste mura, probabilmente aggiunte successivamente per proteggere ulteriormente la fortezza, sono a scarpata atte a sopportare i tiri delle prime rudimentali artiglierie e dove iniziano/finiscono sono addossate al castello.

### Affreschi, decorazioni e armi
Una serie di affreschi risalenti all'inizio XVII sec. raffiguranti paesaggi lagarini e stemmi araldici sono oggi conservati presso il Museo civico di Rovereto. Furono staccati negli anni trenta del Novecento dopo il rovinoso incendio del 31 dicembre 1931. 
Il castello conteneva cannoni, alcune bombarde da fortezza, armi bianche come spade e spadoni e ben 170 archibugi. Alcune di queste armi vennero requisite nel 1796 per la difesa di Rovereto dall'avanzata dei francesi di Napoleone e le restanti furono prese dai francesi vincitori.

## Personaggi illustri
- Aldrighetto di Castelbarco
- Guglielmo da Castelbarco
- Pietro Lodron
- Paride IV di Castellano e Castelnuovo
- Agostino Lodron
- Maddalena Bagarotta Lodron
- Agostino II Lodron
- Felice Lodron
- Antonio Lodron
- Nicolò Lodron
- Paride Lodron